# Осиновая Гарь
Осиновая Гарь — деревня в Никольском районе Вологодской области.
Входит в состав Вахневского сельского поселения, с точки зрения административно-территориального деления — в Лобовский сельсовет.
Расстояние до районного центра Никольска по автодороге — 59 км, до центра муниципального образования Вахнево по прямой — 18 км. Ближайшие населённые пункты — Малиновка, Орлово, Половина.
По переписи 2002 года население — 8 человек.